# Ascorhynchus turritus
Ascorhynchus turritus là một loài nhện biển trong họ Ascorhynchidae. Loài này thuộc chi Ascorhynchus. Ascorhynchus turritus được miêu tả khoa học năm 1978 bởi Stock.